# Модаевка
Модаевка — река в России, протекает по Краснослободскому району Республики Мордовия. Устье реки находится в 35 км от устья Сивини по правому берегу. Длина реки составляет 19 км, площадь водосборного бассейна — 92,7 км².
Исток реки в лесном массиве у деревни Новая Саловка на границе со Старошайговским районом в 20 км к северо-западу от села Старое Шайгово. Исток расположен на водоразделе Оки и Суры, неподалёку берут начало верхние притоки реки Ирсеть. Река течёт на запад и юго-запад, протекает деревни Новая Саловка и Каймар. Приток — Большой Каймар (левый). В нижнем течении протекает через крупное село Старое Синдрово, на южной окраине которого впадает в Сивинь.

## Данные водного реестра
По данным государственного водного реестра России относится к Окскому бассейновому округу, водохозяйственный участок реки — Мокша от истока до водомерного поста города Темников, речной подбассейн реки — Мокша. Речной бассейн реки — Ока.
Код объекта в государственном водном реестре — 09010200112110000027766.